# 迪恩·齊默爾曼
迪恩·齊默爾曼（英語：Dean Zimmerman，1974年4月8日—）是一名美國影視剪輯師。他在電視節目《怪奇物語》中的工作贏得黃金時段艾美獎，並在最佳劇情類影集單鏡影片剪輯獎類別中再獲兩次提名。齊默爾曼也是美國影視剪輯師協會的成員。

## 影視作品
| 年分 | 標題               | 導演            |
| ---- | ------------------ | --------------- |
| 2007 | 《》               | 布萊特·瑞納     |
| 2008 | 《》               | 道格·李曼       |
| 2008 | 《》               | 蕾克希·亞歷山大 |
| 2009 | 《》               | 薛恩·李維       |
| 2010 | 《》               | 薛恩·李維       |
| 2010 | 《》               | 羅勃·賴特曼     |
| 2011 | 《》               | 薛恩·李維       |
| 2012 | 《》               | 阿齊瓦·沙弗     |
| 2013 | 《》               | 薛恩·李維       |
| 2014 | 《愛在頭七天》     | 薛恩·李維       |
| 2014 | 《》               | 薛恩·李維       |
| 2015 | 《》               | 布雷克·艾斯納   |
| 2018 | 《》               | 呂寅榮          |
| 2018 | 《》               | 伊坦·柯亨       |
| 2021 | 《》               | 薛恩·李維       |
| 2022 | 《超時空亞當計畫》 | 薛恩·李維       |
| 2023 | 《呼喚奇蹟的光》   | 薛恩·李維       |
| 2024 | 《》               | 薛恩·李維       |

## 外部連結
- 迪恩·齊默爾曼在互联网电影资料库（IMDb）上的資料（英文）
- 在AllMovie上迪恩·齊默爾曼的頁面（英文）